# Francesco I Acciaioli
Francesco I Acciaioli (... – 1454) è stato un nobile italiano, era il figlio di Neri II Acciaioli dalla sua seconda moglie Chiara Zorzi (morta nel 1454), figlia di Niccolò III Zorzi (morto nel 1436). Alla morte di suo padre, Francesco I divenne duca di Atene ma, ancora minorenne, fu posto sotto la reggenza di sua madre. La reggente si innamorò di un patrizio veneziano, Bartolomeo Contarini, che sposò (1453) e che poi associò al trono. Quest'ultimo, per liberarsi della sua prima moglie, non esiterà a recarsi a Venezia per assassinarla.

## Biografia
Francesco II Acciaiuoli, figlio di Antonio II Acciaiuoli, viveva a Costantinopoli dove era diventato uno dei favoriti del sultano Maometto II, e fu inviato ad Atene a capo di un contingente per sostituire la duchessa sul trono, sospettata di complicità nell'omicidio. Chiara Zorzi fu catturata dai turchi e messa a morte per strangolamento o decapitazione nel monastero di Daphni o a Megara nel 1456 da Francesco stesso secondo la tradizione. Il piccolo duca Francesco I è scomparso dalla storia allo stesso tempo di sua madre.